# Beziehungen zwischen Kolumbien und den Vereinigten Staaten
Die Beziehungen zwischen Kolumbien und den Vereinigten Staaten gehen auf das Jahr 1822 zurück, als diplomatische Beziehungen etabliert wurden. Während des 19. und 20. Jahrhunderts intervenierten die USA mehrfach in die inneren Angelegenheiten Kolumbiens, so bei der Abspaltung Panamas, der Niederschlagung von Rebellen und bei Bekämpfung des Drogenhandels. Im frühen 21. Jahrhundert gilt Kolumbien als einer engsten Verbündeten der USA in Lateinamerika.

## Geschichte
Während der südamerikanischen Unabhängigkeitskriege verhielten sich die Vereinigten Staaten offiziell neutral, erlaubten aber den Spaniern Waffen und Nachschub zu erhalten. Mit dem Empfang des Botschafters Manuel Torres im Jahr 1821 wurde Kolumbien (damals Großkolumbien) die erste ehemalige spanische Kolonie, die von den Vereinigten Staaten anerkannt wurde, und die Vereinigten Staaten waren die zweite Regierung (nach dem Königreich Brasilien), die einen unabhängigen spanisch-amerikanischen Staat anerkannten. Die USA etablierten 1823 eine Botschaft in Bogotá und im folgenden Jahr wurde der Anderson-Gual-Vertrag (ein Handelsabkommen) zum ersten bilateralen Vertrag, den die USA mit einem anderen amerikanischen Land abschlossen. 1846 unterzeichnete die US-Regierung unter James K. Polk einen Vertrag mit Kolumbien, das zu dieser Zeit Eigentümer Panamas war, über den Bau einer Eisenbahnlinie dort. Im Jahr 1855 wurde diese Strecke über den Isthmus von Panama eröffnet. Zum Bau wurden US-Truppen nach Panama entsendet, welche lokale Widerstände unterdrückten. 1903 wurde ein neues Abkommen verhandelt, als die USA planten, einen Kanal durch Panama zu bauen, doch der Senat von Kolumbien weigerte sich, den dafür nötigen Hay-Herrán-Vertrag zu ratifizieren. Die Vereinigten Staaten unterstütze deshalb einen Aufstand der oft rebellischen Panamaer und setzten anschließend US-Kriegsschiffe ein, um eine Einmischung Kolumbiens zu verhindern und die Sezession Panamas zu ermöglichen. Vertreter der neuen panamaischen Regierung handelte daraufhin einen für die USA vorteilhaften Vertrag über den Bau und Betrieb des Panamakanals aus.
Im späten 19. und frühen 20. Jahrhundert wurden zunehmend amerikanische Großkonzerne in Kolumbien tätig, darunter auch die berüchtigte United Fruit Company. Im Jahr 1928 waren die amerikanischen Geschäftsinteressen in Kolumbien bedroht. Die Arbeiter der Bananenplantagen von United Fruit in Kolumbien traten im Dezember 1928 in den Streik und forderten einen Achtstundentag und weitere Rechte. Im folgenden Bananenmassaker schlug die kolumbianische Armee den Streik nieder, wobei es zu tausenden Toten gekommen sein soll. Der kolumbianischer Kongressabgeordnete, Jorge Eliécer Gaitán, wurde landesweit bekannt und zu einem populären Politiker, nachdem er in derselben Woche den Ort des Massakers von United Fruit besucht und darüber berichtet hatte. Gaitán argumentierte, dass das Vorgehen der Armee nicht den Interessen Kolumbiens, sondern denen der USA entsprach. 1948 wurde Gaitàn, der für die Präsidentschaft Kolumbiens kandidierte, in Bogotá während der Konferenz, aus der die Organisation Amerikanischer Staaten hervorging, ermordet. Die Ermordung Gaitàns markierte den Beginn von La Violencia, einem brutalen Bürgerkrieg zwischen Liberalen und Konservativen, der bis Mitte der fünfziger Jahre andauerte und dem schätzungsweise 300.000 Kolumbianer zum Opfer fielen.
Während des Bürgerkriegs entstanden Enklaven von ländlichen Bauern, die als "Republik Marquetalia" bekannt wurden. Diese Enklaven wurden von den USA im Kalten Krieg als Bedrohung und Hort kommunistischer Umtriebe angesehen. Im Mai 1964 wurde im Rahmen von John F. Kennedys Allianz für den Fortschritt ein von der CIA unterstütztes Programm namens Plan LAZO gestartet. Die Vereinigten Staaten bildeten dabei kolumbianische Militäreinheiten aus, die die Bauern bekämpfen sollten. Bei der Aufstandsbekämpfung warf die Armee auch Napalm ab. Unter dem amerikanischen Militärberater William P. Yarborough wurden auch Zivilisten bewaffnet, was zu späteren Problemen mit sich selbständig machenden Paramilitärs führte. Nachdem die autonomen Bauerngebiete von der CIA und der kolumbianischen Armee zerschlagen wurden, gründeten flüchtige Mitglieder der Aufständischen die FARC-EP, welche einen langjährigen Guerillakrieg gegen die Regierung führte. Die chaotischen Zustände im Land waren ein idealer Nährboden für einen blühenden Drogenhandel. Ab den 1970er Jahren gelangte massenhaft Kokain aus Kolumbien über die Karibik und Miami in die USA, was die amerikanische Politik auf den Plan rief.
Die USA begannen einen stark militarisierten Krieg gegen die Drogen in Kolumbien zu unterstützen. In den 1980er Jahren leitete die US-Regierung im Rahmen der Drug Enforcement Agency (DEA) sowohl in Zusammenarbeit mit der kolumbianischen Regierung als auch gegen deren Willen Ermittlungen sowie verdeckte und quasi polizeiliche Operationen. Das vielleicht eindringlichste Beispiel für diese Interventionen war die Beteiligung der USA am Kampf gegen Pablo Escobar, an dessen Tötung 1993 auch US-Beamte beteiligt waren. 1999 wurde der Plan Colombia unter Andrés Pastrana veröffentlicht, welcher von den US-Regierungen unter Bill Clinton und George W. Bush mit Milliarden an Wirtschaftshilfen unterstützt wurde. In den 2000er Jahren war Kolumbien als einziges Land in Südamerika Teil der Koalition der Willigen im Irakkrieg und der International Security Assistance Force. In den 2010er Jahren ging die enge Anlehnung an die US-Außenpolitik weiter, als das Land 2013 die westliche Intervention in Libyen unterstütze. 

## Militärische und sicherheitspolitische Zusammenarbeit
Kolumbien gehört zu den engsten sicherheitspolitischen Partnern der USA in Lateinamerika. Besonders während des Höhepunkts des FARC-Aufstands und des Drogenkriegs erhielt das Land hohe Militärhilfen aus den USA. Zwischen 1988 und 2005 leisteten die USA Zahlungen im Höhe von über fünf Milliarden US-Dollar. Da dem kolumbianische Militär Kontakte zu kriminellen paramilitärischen Gruppen nachgesagt werden und es in der Bürgerkriegsära für zahlreiche Menschenrechtsverletzungen verantwortlich gewesen sein soll, sorgte diese starke Unterstützung der USA auch für Kritik. Nachdem die kolumbianische Regierung 2016 einen Friedensvertrag mit den FARC-Rebellen unterzeichnet hatte, unterstützten die USA die Umsetzung des Friedensplans mit Hilfen in Höhe von 1,5 Milliarden US-Dollar.
Sicherheitspolitisch lehnt sich Kolumbien eng an die USA an und unterstütze die US-Position in den meisten geopolitischen Auseinandersetzungen der Vergangenheit. Kolumbien ist Mitglied des Interamerikanischer Vertrag über gegenseitigen Beistand und System of Cooperation Among the American Air Forces und nimmt regelmäßig an dem Militärmanöver RIMPAC teil. 2013 verkündete der kolumbianische Präsident Juan Manuel Santos, dass sein Land eine Mitgliedschaft in der NATO anstrebt. 2022 wurde Kolumbien zu einem Major non-NATO ally.

## Wirtschaftsbeziehungen
Für Kolumbien sind die USA der wichtigste Handels- und Wirtschaftspartner. Das bilaterale Handelsvolumen lag im Jahr 2022 bei knapp 40 Milliarden US-Dollar. Gehandelt werden vorwiegend Rohstoffe, Kaffee und Industrieerzeugnisse. Beide Länder haben verschiedene Wirtschaftsabkommen zur Vertiefung der Wirtschaftsbeziehungen unterzeichnet. 2012 trat mit dem Colombia Trade Promotion Agreement (CTPA) ein Freihandelsabkommen in Kraft.